# Test de Bechdel

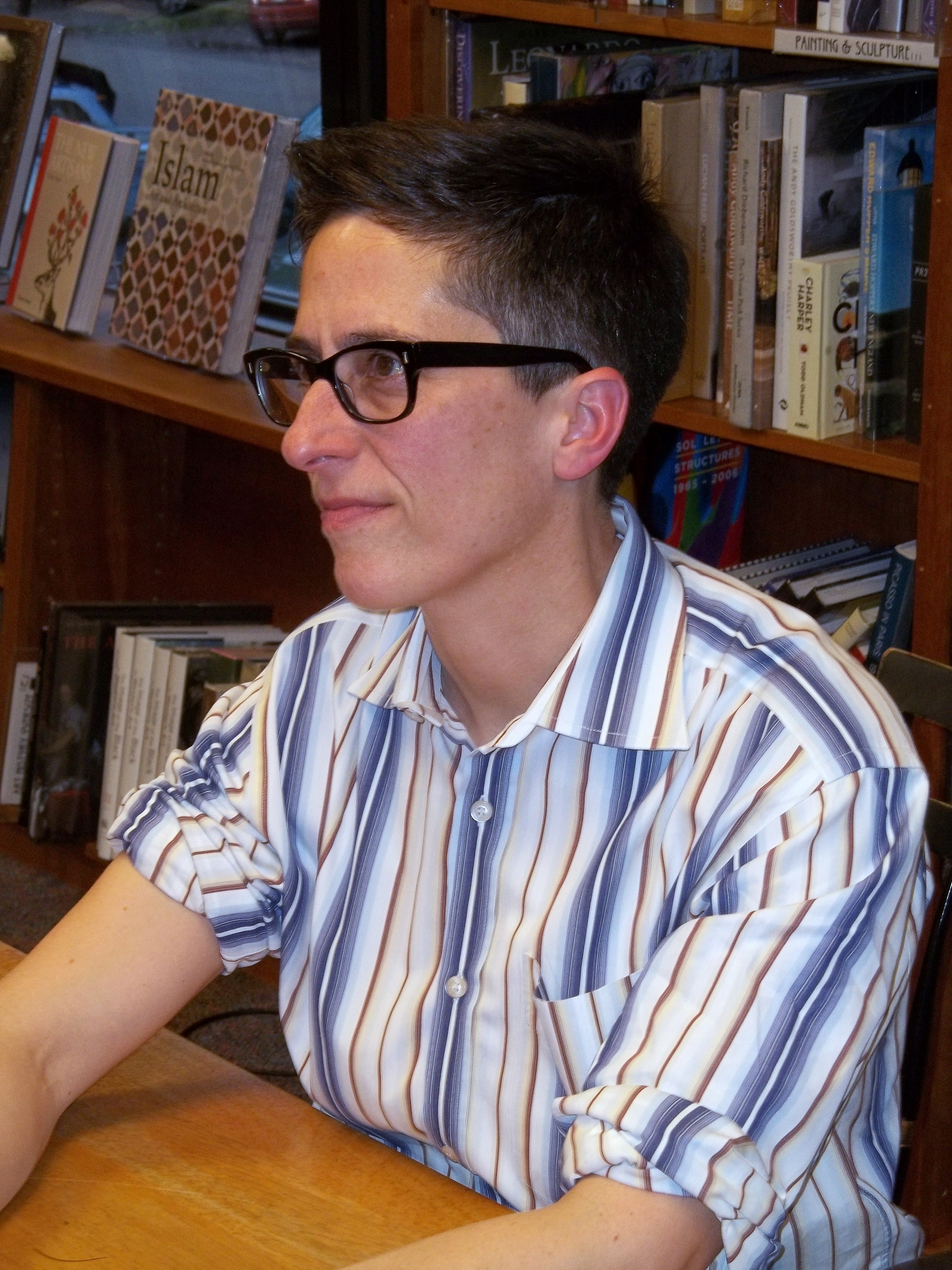
La il·lustradora Alison Bechdel, que va descriure per primer cop el test a la seva tira "Dykes to Watch Out For"

El test de Bechdel (també conegut com a test de Bechdel/Wallace, Bechdel rule, Bechdel's law o Mo Movie Measure) és un conjunt de normes per a avaluar el masclisme principalment en pel·lícules i en altres mitjans com ara còmics o obres de teatre. El test es va popularitzar en el còmic Dykes to Watch Out For (o DTWOF), obra d'Alison Bechdel, tot i que la seva invenció s'atribueix a Liz Wallace, una amiga de l'autora del còmic. La primera aparició del test fou el 1985, en una tira còmica anomenada The Rule, que va ser publicada en la pàgina 22 del còmic DTWOF.
A Suècia, alguns cinemes informen per a cada pel·lícula que projecten, si aquesta compleix el test, i els films aptes segons aquest criteri es marquen amb una A majúscula per promoure la igualtat de gènere.
S'han proposat tests similars com el test de Mako Mori, i el test de Bechdel de persones racialitzades.

## Història

### El gènere en la ficció
La mateixa Bechdel esmenta com a precedent inspirador l'assaig Una cambra pròpia (1929), on Virginia Woolf criticava que en la major part de la literatura de ficció la presència d'un personatge femení es devia només al seu vincle amb un personatge masculí existent, i la rellevància del personatge femení derivava d'aquest vincle:
| « | Totes aquestes relacions entre dones, vaig pensar tot evocant l'esplèndida galeria de dones fictícies, són massa simples. […] I vaig intentar recordar algun cas en el curs de les meves lectures en què dues dones estiguessin representades com a amigues. […] Elles són ara, i ho foren llavors, mares i filles. Però gairebé sense excepció les mostren a causa de la relació que tenen amb els homes. Era estrany pensar que totes les grans dones de ficció fossin, fins al dia de Jane Austen, vistes no només des de l'altre sexe, sinó també únicament en la seva relació amb l'altre sexe. I què petita és aquesta part en la vida d'una dona... | » |

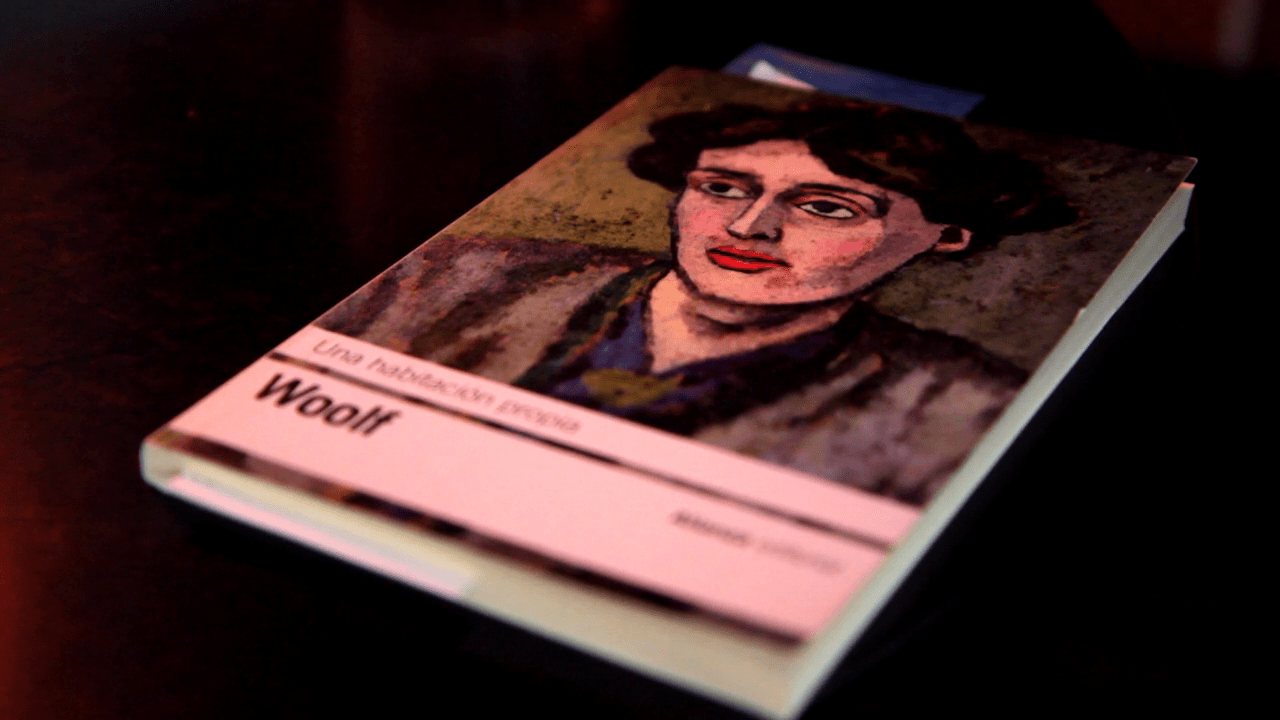
"Una cambra pròpia", 1929. Virginia Woolf

En el cine, un estudi de la realitat del gènere en 855 de les pel·lícules estadunidenques més exitoses en l'àmbit econòmic des de 1950 fins al 2006 mostrava que hi havia, de mitjana, dos personatges masculins per cada personatge femení, una ràtio que es mantenia estable al llarg del temps. Els personatges femenins apareixien relacionats amb el sexe el doble que els seus iguals masculins, i la proporció d'escenes amb contingut sexual explícit incrementava amb el temps. La violència també augmentava tant en dones com en homes amb els anys.
D'acord amb un estudi dut a terme el 2014 pel Geena Davis Institute on Gender in Media, en 120 pel·lícules dutes a terme per tot el món entre el 2010 i el 2013, només el 31per cent dels personatges amb nom eren femenins, i el 23 per cent de pel·lícules tenien una dona protagonista o coprotagonista. Només el 7per cent de les persones a la direcció eren dones. Un altre estudi que s'enfocava en les 700 pel·lícules més exitoses econòmicament entre el 2007 i el 2014 va descobrir que només el 30 per cent dels personatges que parlaven eren femenins. En una anàlisi dels guions de 2.005 pel·lícules molt exitoses, realitzat l'any 2016, Hanah Anderson i Matt Daniels van descobrir que en el 82 per cent de les pel·lícules els homes tenien dos dels tres personatges amb veu més importants, mentre que les dones tenien el paper amb més diàleg només en el 22 per cent dels films.
Un estudi del 2022, publicat a la revista científica Psychology of Popular Media, exposava els resultats del test de Bechdel aplicat en 1200 de les pel·lícules més populars a escala internacional entre el 1980 i el 2019. Els autors van usar les dades de Bechdeltest.com i van afegir-hi les anàlisis de 343 pel·lícules que faltaven a la base de dades. Els autors van descobrir que menys de la meitat de les pel·lícules (49,6%) passaven el test de Bechdel. L'anàlisi també mostrava que el percentatge de pel·lícules que superaven el test augmentava en la dècada del 2010 fins al 63 per cent.

### Criteri i variants
Les normes avui en dia conegudes com el test de Bechdel van aparèixer per primer cop el 1985, en un còmic d'Alison Bechdel, Dykes to Watch Out For. En una tira titulada The Rule, dues dones, que s'assemblaven als futurs personatges de Mo i Ginger, discutien sobre anar a veure una pel·lícula. Una d'elles explicava a l'altra que ella només anava a veure una pel·lícula si aquesta satisfeia els següents requisits: La pel·lícula tenia, almenys, dues dones; les dones parlaven entre elles, i parlaven sobre algun tema que no fos un home.
L'altra dona afirmava que era una idea força estricte, però bona. Sense trobar una pel·lícula que seguís els criteris presentats, les dues dones marxen cap a casa. El context de la tira es referia a l'alienació de les dones queer a les pel·lícules i l'entreteniment, on l'única manera que una dona queer pogués imaginar que qualsevol personatge en qualsevol pel·lícula fos queer era si satisfeia els requisits del test.

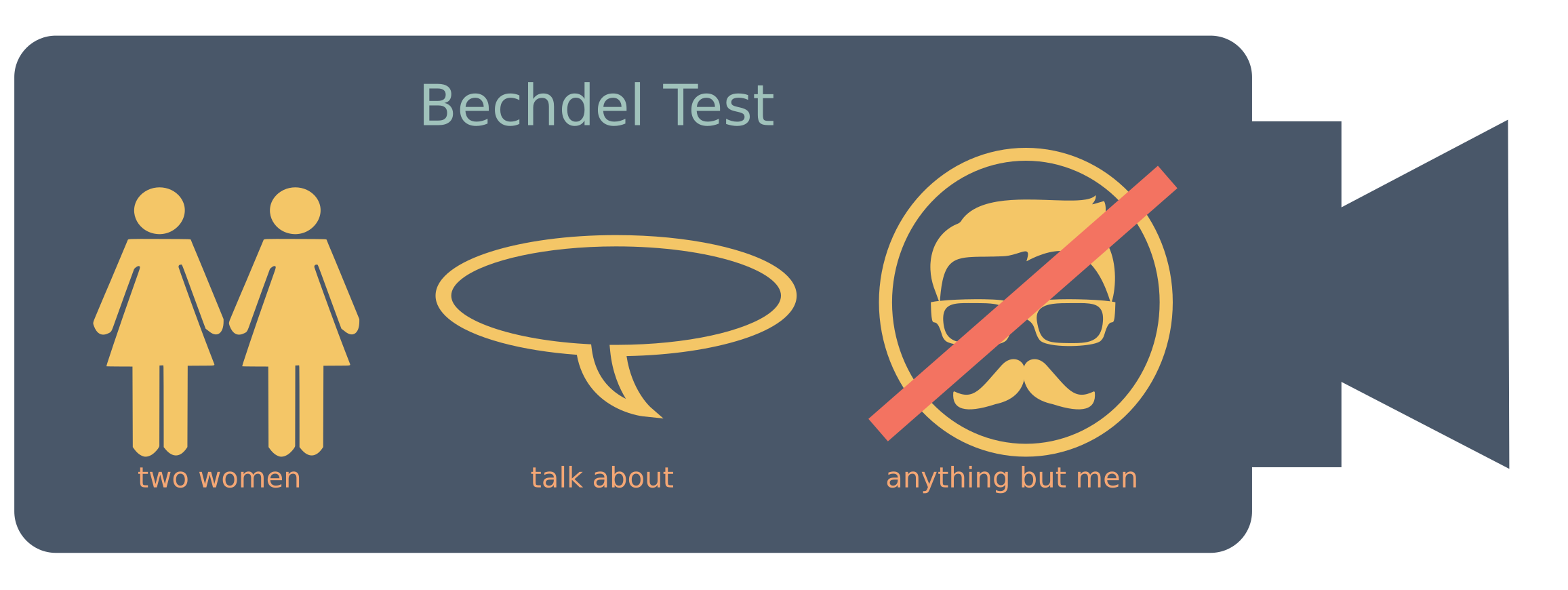
Els tres paràmetres que analitza el test de Bechdel

El test també ha sigut referit com el test Bechdel-Wallace (el qual la mateixa Bechel prefereix), la regla Bechdel o la llei Bechdel. Alison Bechdel va donar el crèdit de la idea a la seva amiga i companya de karate, Liz Wallace, el nom de la qual apareix als crèdits de la tira còmica. Més tard va escriure que estava convençuda que Wallace s'havia inspirat en l'assaig de Virginia Woolf Una cambra pròpia.
Diverses variacions del test han estat proposades —per exemple, que dues dones han de tenir nom, o que hi ha d'haver almenys un total de 60 segons de conversa. El test també ha atret un interès acadèmic des d'un apropament d'anàlisi computacional. El juny del 2018, el test de Bechdel va ser afegit al Oxford English Dictionary.
D'acord amb Neda Ulaby, el test té èxit perquè «articula quelcom que falta a la cultura popular: no el nombre de dones a la pantalla, sinó la profunditat de les seves històries, i l’àmbit de les seves preocupacions». Dean Space i Craig Willse van descriure el test com un «comentari de com les representacions a les pantalles reforcen perjudicials normes de gènere» representant les relacions de les dones amb els homes més que qualsevol altra relació, i les vides d'aquestes dones importants tan sols en com es relacionen amb els homes.

### Ús en la indústria cinematogràfica i televisiva
Originalment, el test es va concebre com una «petita broma lesbiana en un diari alternatiu feminista», segons Bechdel, però va moure's cap a la crítica massiva a partir del 2010 i ha sigut descrit com «l’estàndard a partir del qual les crítiques feministes jutgen la televisió, les pel·lícules, els llibres i d'altres mitjans». El 2013, la web cultural The Daily Dot el va descriure com «quasi una frase familiar, una abreviatura per determinar si una pel·lícula és amigable per a les dones». La incapacitat de les grans produccions de Hollywood de passar el test, com per exemple Pacific Rim (2013), va ser abordat en profunditat pels mitjans. El 2013, quatre cinemes suecs i el canal televisiu escandinau Viasat Film van incorporar el test de Bechdel a alguns dels seus rànquings, una acció documentada pel Swedish Film Institute.
El 2014, el fons de cinema europeu Eurimages va incorporar el test com un mecanisme de presentació com a part d'un esforç per a recol·lectar informació sobre la igualtat de gènere en els seus projectes. Requereix «una anàlisi Bechdel del guió proporcionada pels lectors del guió».
El 2018, els desenvolupadors de programari de guió van començar a incorporar funcions que permetessin als escriptors analitzar els seus guions sobre la representació de gènere. Alguns dels softwares que inclouen aquestes funcions mencionades són Highland 2, WriterDuet i Final Draft 11.

## Aplicació
A més a més d’en pel·lícules, el test de Bechdel ha sigut aplicat a altres mitjans com els videojocs o els còmics. En el teatre, l’actor britànic Beth Watson va llençar una campanya de Teatre Bechdel l’any 2015 que apuntava les millors obres que passaven el test.
El 2021, un proveïdor de televisió israelià anomenat Partner TV va aplicar el test a les seves plataformes, afegint una marca especial a aquelles pel·lícules que passaven el test.

### Proporcions d’aprovats i suspesos
La pàgina web Bechdeltest.com és una base de dades de més de 6.500 films catalogats segons si passen o no el test, amb el requisit afegit que les dues dones han de ser personatges amb noms. L’abril de 2015, un 58 per cent de les pel·lícules passaven els tres requisits, mentre que un 10 per cent en passaven dos, un 22 per cent en passava tan sols un i el 10 per cent restant suspenia tots els paràmetres.
D’acord amb Mark Harris, de la revista Entertainment Weekly, si passar el test fos obligatori, hauria tret de competició la meitat dels nominats l’any 2009 de l'Oscar a Millor Pel·lícula. La pàgina web de notícies Vocativ, quan va passar sota el filtre del test les pel·lícules més rendibles econòmicament del 2013, va arribar a la conclusió que aproximadament la meitat el passava (encara que algunes de manera dubtosa).
L’escriptor Charles Stross va adonar-se que la meitat de les pel·lícules que passen el test només ho feien perquè les dones parlaven sobre el matrimoni o sobre bebès. Projectes que suspenen el test a vegades són sobre o encaminats a dones, o que exposen potents personatges femenins. La sèrie de televisió Sex and the City destaca el seu propi fracàs per superar la prova tot fent que una de les quatre protagonistes pregunti: «Com és que quatre dones intel·ligents no tenen cap cosa més de la qual parlar que dels seus nòvios? És com anar a sisè de primària, però amb comptes bancaris!»
Les pel·lícules ambientades en mons futurs o alternatius, com els films de gènere de fantasia o de ciència-ficció, tenen més possibilitats de passar el test de Bechdel. Això pot ser perquè aquests gèneres tenen més tendència a obviar els rols de gènere i els estereotips tradicionals.

### Aspectes econòmics
Diverses anàlisis han indicat que passar el test de Bechdel va associat amb l'èxit financer d'una producció. Els autors de Vocativ van descobrir que les pel·lícules del 2013 que passaven el test havien aconseguit una suma de 4.220 milions de dòlars als Estats Units, mentre que aquelles que l'havien suspès havien aconseguit 2.660 milions de dòlars en total. Aquest descobriment els va dur a concloure que una manera de fer que Hollywood guanyés més diners era “posar més dones a la pantalla”. Un estudi del 2014 de FiveThirtyEight basat en les dades de 1.615 pel·lícules estrenades de 1990 al 2013 va concloure que el pressupost mitjà de pel·lícules que passaven el test era un 35 per cent més baix que el d'aquelles que no ho feien. Va descobrir que aquells films aprovats sota el test de Bechdel tenien un 37 per cent més de rendibilitat de la inversió (ROI) als Estats Units i un ROI igual internacionalment.
El 2018, la Creative Artists Agency i Shift7 van analitzar les dades d'ingressos i el pressupost de les 350 pel·lícules més taquilleres del 2014 al 2017 als Estats Units. Van concloure que les pel·lícules protagonitzades per dones superaven financerament a les altres, i que aquelles que passaven el test de Bechdel (el 60 per cent dels films estudiats) superaven també els altres. Van notar també que de totes les pel·lícules que, des del 2012, superaven el bilió de dòlars d'ingressos, totes passaven el test.
Un estudi científic del 2022 va mostrar que el pressupost de producció era negativament associat amb les probabilitats de passar el test de Bechdel en 1200 pel·lícules d'entre el 1980 i el 2019. No obstant això, l'augment observat en les pel·lícules al llarg dels anys va ser més fort per a pel·lícules de més pressupost. Els augments de pel·lícules que van passar el test entre el 1980 i el 2019 van ser més forts, i també més forts per a pel·lícules amb ingressos més elevats i avaluacions de públic més altes (rànquing d'IMDb).

### Explicacions
S'han ofert explicacions sobre per què moltes pel·lícules que no passaven el test de Bechdel comptaven amb una relativa manca de diversitat de gènere entre els guionistes i d'altres professionals de l'audiovisual, un fenomen anomenat «el sostre de cel·luloide». L'any 2012, un de cada sis directors, guionistes i productors darrere de les cent pel·lícules més exitoses comercialment als Estats Units era una dona.
En la revista conservadora estatunidenca National Review l'any 2017, el crític de cinema Kyle Smith va suggerir que la causa dels resultats del test de Bechdel era que «les pel·lícules de Hollywood són sobre persones als marges de la societat -policies, criminals, superherois- que tendeixen a ser homes». Aquestes pel·lícules, segons Smith, solien ser creades per homes, ja que «les idees de pel·lícules de les dones» eren normalment sobre relacions i «no són prou comercials pels estudis de Hollywood»”. Ell considerava el test de Bechdel tan sense sentit com si un test es preguntés si una pel·lícula tenia vaquers. L'article d'Smith va provocar una allau de crítiques. Alessandra Maldonado i Liz Bourke van escriure que Smith estava equivocat sobre que les autores no escrivien llibres que poguessin generar «grans idees cinematogràfiques», citant a escriptores com ara J. K. Rowling, Margaret Atwood o Nnedi Okorafor.

## Limitacions
El test de Bechdel tan sols indica si les dones estan presents en una obra de ficció fins a un cert punt. Un projecte pot passar el test i contenir igualment contingut sexista; o una producció amb rellevants figures femenines pot suspendre'l. Una pel·lícula pot suspendre el test per raons no relacionades amb el gènere, com per exemple una ubicació en contra de la inclusió de dones (per exemple, la pel·lícula basada en el llibre d'Umberto Eco El nom de la rosa, situada en un monestir medieval) o perquè és un film amb pocs personatges en general (com per exemple Gravity, que només té dos personatges amb nom). Allò que compta com a personatge o conversa no està definit. Per exemple, la cançó Baby Got Back a Sir Mix-a-Lot ha sigut comptada com que passava el test perquè comença amb una noia dient-li a una altra «oh my god, Becky, look at her butt».
En un intent de fer una anàlisi quantitativa de les obres segons si passen el test, almenys un investigador, Faith Lawrence, va anotar que els resultats depenien de la rigorositat amb la qual s’apliqués el test. Per exemple, si un home és mencionat en qualsevol punt de la conversa que també inclou d'altres temes, no és clar si això implica passar o suspendre el test. Una altra pregunta és què és allò que defineix l’inici i el final d’una conversa.

## Crítiques
En resposta a la creixent ubiqüitat en la crítica cinematogràfica, el test de Bechdel ha sigut criticat per no tenir en compte la qualitat dels treballs que analitza (pel·lícules dolentes el poden passar, mentre que d'altres molt bones el poden suspendre), o per ser «un complot per fer totes les pel·lícules conformes amb el dogma feminista». D’acord amb Andi Zeisler, aquestes crítiques indiquen el problema que la utilitat del test «s’ha elevat molt per sobre de la seva intenció original». Mentre que Bechdel i Wallace ho van expressar simplement com un punt de ruta per repensar les trames irreflexivament normatives del cinema convencional, avui en dia passar el test s'ha convertit en sinònim de «ser feminista». Mai va ser concebut, el test, com una mesura del feminisme, sinó més com un baròmetre cultural. Zeisler apuntava que la falsa assumpció que els projectes que passaven el test eren feministes podria desembocar en el fet que els creadors «juguessin amb el sistema» afegint suficients dones i diàlegs entre elles per passar el test, mentre continuarien obviant les dones de representacions substancials fora de les trames convencionals. Assemblant-se a aquesta postura, la crítica Alyssa Rosenberg va expressar certa preocupació pel fet que el test de Bechdel es pogués convertir en un altre mitjà de la indústria de l'entreteniment per a fer passar com a feministes produccions amb «unes quantes línies de diàleg entremig de cent quaranta minuts d’explosions CGI».
Robbie Collin, crític de cinema a The Telegraph, va desaprovar el test per «marcar caselles i acumular estadístiques sobre l'anàlisi i l'apreciació», i va suggerir que el problema subjacent de la falta de personatges femenins potents al cinema hauria de ser un tema de discurs, més enllà d’aquelles pel·lícules que passen o no el test de Bechdel. L’escriptor Walt Hickey, de FiveThirty Eight, va anotar que el test no mesurava si qualsevol film podia ser un model en la igualtat de gènere, i que passar-lo no assegurava la qualitat de l’escriptura, els significats o la profunditat dels rols femenins. Però, va escriure: «és el millor test per catalogar la igualtat de gènere dins les pel·lícules; i, potser encara més important…, és l’únic que tenim avui en dia».
Nina Power va escriure que el test genera la pregunta de si la ficció té l'obligació de representar les dones (en comptes de perseguir qualsevol que sigui l'agenda del creador) i el realisme d'aquesta representació. També va escriure que quedava per comprovar quan sovint la vida real passava el test de Bechdel, i quina devia ser la influència d'això en la ficció.
El test de Bechdel va entrar en una petita controvèrsia l'any 2022 quan l'escriptora Hanna Rosin el va evocar en un tuit per criticar la comèdia romàntica gai Fire Island. El tuit de Rosin va ser criticat per intentar aplicar el test en una pel·lícula d'homes asiàtics i gais, un grup marginalitzat, però alguns assenyalaven que el test de Bechdel no estava dissenyat per criticar un film com Fire Island. En resposta a això, Alison Bechdel va comentar per Twitter que afegia un corol·lari al test segons el qual «dos homes parlant entre ells sobre la protagonista femenina d'una història d'Alice Munro en un guió estructurat a partir d'una novel·la de Jane Austen», és a dir, l'argument de Fire Island, superen la prova.

## Tests derivats
El test de Bechdel ha inspirat d'altres persones, crítics i fans feministes i antiracistes, a formular criteris per avaluar els projectes de ficció, en part per les limitacions del mateix test. En entrevistes realitzades des de FiveThirtyEight, dones dins de la indústria cinematogràfica i de la televisió proposaven molts altres tests que inclouen més dones, millors relats, dones darrere de les càmeres i més diversitat.

### El test de Bechdel invertit
El test de Bechdel invertit es pregunta el mateix que el test original, però ho fa amb l'enfocament posat als personatges masculins per examinar la prevalença dels homes que parlen amb homes sobre altres coses que no siguin dones per poder comparar els resultats. Un estudi científic de l'any 2022 que va analitzar 341 pel·lícules populars dels últims 40 anys mostrava que quasi totes les pel·lícules (95%) passaven el test de Bechdel invertit, exposant la diferència de representació entre homes i dones.

### Tests sobre gènere i ficció
El test de Majo Mori, formulat a Tumblr per l'usuari Chalia i anomenat segons l'únic personatge femení significatiu de la pel·lícula del 2013 Pacific Rim, es pregunta si els arcs d'aquests personatges femenins no es basen a donar suport a la història d'un home. L'escriptora de còmics Kelly Sue DeConnick va proposar el test de la làmpada sexi: «Si pots reemplaçar un personatge femení per una làmpada sexi i la història continua funcionant, potser has d’enfocar-ho de manera diferent».
El test de l’Esfinx, configurat per la companyia teatral de Londres Sphinx, es pregunta sobre la interacció de les dones amb altres personatges, a més de com prominentment aquests personatges femenins actuen en l'acció: com de proactives o reactives són; i quan estereotipades apareixen. Es va concebre per tal «d’encoratjar els creadors de teatre de pensar en com escriure més i millors papers per a dones», en reacció a la recerca que indicava que tan sols el 37 per cent dels papers teatrals eren escrits per dones des del 2014.
L'anàlisi Johanson, desenvolupat per la crítica de cinema Mary Ann Johanson, presentava un mètode per avaluar la representació de dones i nenes en les pel·lícules. Tot i ser desenvolupat per a la pantalla, també pot ser aplicat a llibres o d'altres mitjans. Consisteix a afegir o restar punts basant-se en diferents categories de representació. L'anàlisi avalua segons uns criteris que inclouen la representació bàsica de dones, l'agència femenina, el poder i autoritat, la mirada masculina i les qüestions de gènere i sexualitat. L'estudi de Johanson realitzat l'any 2015 recopilava estadístiques de totes les pel·lícules estrenades aquell any, així com les nominades als Oscars entre el 2014 i el 2015. També va dibuixar conclusions sobre la rendibilitat dels films amb bones representacions femenines.

### Tests sobre altres característiques

#### Persones LGBTQ+
El test Vito Russo, creat per l'organització LGBT GLAAD, indica la representació de personatges LGTB en les pel·lícules. Es pregunta: «El film conté algun personatge que es pugui identificar com a LGTB i no està únicament o predominantment definit per la seva orientació sexual o identitat de gènere, a més de lligat a la trama de tal manera que la seva desaparició tindria un efecte significatiu?»

#### Persones de color
Un test proposat pel crític televisiu Eric Deggans es pregunta si una pel·lícula que no és sobre raça té, almenys, dos personatges que no són blancs en el repartiment principal; i, de manera semblant, l'escriptor Nikesh Shukla proposava un test sobre si «dues ètnies minoritzades parlen entre elles més de cinc minuts sobre qualsevol cosa que no sigui la raça». Un discurs del 2017 de Riz AHmed va inspirar el test Riz', sobre la naturalesa dels musulmans representats a la ficció, i l’anàlisi de Johanson incloïa un rànquing de pel·lícules segons la seva representació de les dones de color.
El crític del The New York Times Manohla Dargis va suggerir el gener del 2016 el test DuVernay (anomenat en honor a la directora Ava DuVernay), qüestionant-se si «els afroamericans i d'altres col·lectius minoritaris han desenvolupat vides plenes en comptes de servir per als escenaris de pel·lícules blanques». Té l'objectiu de fer notar la manca de persones de color als films de Hollywood a través d'una mesura de la seva importància per a una pel·lícula en particular o la manca d'un vincle gratuït amb els actors blancs.
Nadia Latif i Leila Latif, de The Guardian, van suggerir el 2016 una sèrie de cinc preguntes: Hi ha dos personatges de color amb nom?; tenen diàleg?; no estan relacionats romànticament l'un amb l'altre?; tenen algun diàleg que no sigui donant suport o reconfortant un personatge blanc?, i alguns d'ells no és, definitivament, un «negre màgic» (magical negro)?
Per a Bella Caledonia, el poeta Raman Mundair va contrastar el personatge de Sandra Oh a la sèrie Killing Eve, sense cap referència a la seva herència coreana fins que «ha tocat un fons emocional i psicològic complet» amb els personatges negres «autèntics, veritables i atractius» de I May Destroy You, de Michaela Coel, per tal de suggerir un test més detallat de la «representació que existeix fora del context de la blanquitud». En referència al test de tres preguntes configurat pel grup britànic de defensa dels mitjans de comunicació de l'est i el sud-est asiàtic BEATS, l'any 2021, Mundair van proposar uns criteris per representar els personatges de color en les obres teatrals i en emissions. Segons aquests criteris, han d'estar arrelats en comunitats, no només en la seva pròpia sinó intercanviant llengües i han de pertànyer a diversos espais en relacions funcionals d’amistat, amor i comunitat que reflecteixin el seu patrimoni cultural. S'han de trobar en les interseccions de diferents mons i experiències que reflecteixen matisades vivències viscudes i la seva felicitat no ha de dependre de gent blanca. Han de ser una part fonamental de la narrativa amb un món funcional fora de la «blanquitud» i sense un fons basat en traumes i tragèdies per la raça. En les comunitats que s'hi representin la classe a què pertanyen els personatges ha destar matisada, sense estereotips de pertinença a bandes de carrer, viure en urbanitzacions, dirigir botigues a l'abast o ser professionals mèdics de castes altes. Quan els personatges tinguin una discapacitat funcional visible o oculta, cal no centrar-se en la tragèdia o el trauma. La condició de queer no se centra en la tragèdia, el trauma o la hipersexualització i en les dones cal evitar l'exotisme, el fetixisme i la hipersexualització.
L'any 2018, la crítica cultural Clarkisha Kent va crear el test Kent, un test similar al de Bechdel que apuntava a les dones de color. El test està configurat per sis preguntes. El test Aila, creat per Ali Nahdee al seu blog de Tumblr, posava a prova la representació de les dones indígenes als mitjans, configurat per tres preguntes.

#### Jueus ortodoxos
Seguint una controvèrsia generada per la infrarrepresentació de jueus ortodoxos a la televisió, l'organització sense ànim de lucre Jew in the City va proposar el test Joseph. El test inclou quatre preguntes: i) Hi ha cap personatge ortodox estable emocional i psicològicament?; ii) hi ha cap personatge ortodox la religió del qual és una característica personal, però no un punt rellevant la trama o un problema?; iii) pot el personatge ortodox trobar el seu final feliç com un jueu religiós? i iv) si la trama principal és el conflicte a causa de la religió,hi ha personatges que no són hassídics o haredi i els escriptors han investigat realment la realitat religiosa autèntica dels membres practicants de la comunitat que estan intentant retratar?

### Tests a la no-ficció
El test de Bechdel també ha inspirat tests sobre el gènere en la no-ficció. Laurie Voss, en aquell moment CTO de npm, va proposar el test de Bechdel per software: el codi font passa aquesta prova si conté una funció escrita per una dona desenvolupadora que crida a una funció escrita per una dona desenvolupadora diferent. La premsa va ser atreta després que l'agència del govern dels Estats Units 18F analitzés el seu propi programari segons aquests paràmetres.
Un altre test inspirat en el de Bechdel és el Test Finkbeiner, una llista de verificació per ajudar a periodistes a evitar el biaix de gènere en articles sobre les dones en la ciència; i el test de Kranjec, de Danielle Kranjec, incloïa fonts escrites per algú que no és un home en qualsevol fulla de l'estudi del Torah.
El test Gray, proposat amb la intenció de millorar les pràctiques de citació, rep el seu nom de la seva creadora Kishonna Gray. Aquest requereix que els textos acadèmics de no-ficció citin la beca «d’almenys dos [autors que s'identifiquen com] dones i dos autors no blancs [negres, llatins o indígenes], però també han d'esmentar-ho de manera significativa al cos del text». Com el test de Bechdel, el de Gray va ser creat com un «test base per establir una barra mínima de responsabilitat en la citació; no és un test amb aspiracions a millors pràctiques». És un test quer els estudiosos i les revistes acadèmiques utilitzen per revisar articles.